# Aa leucantha
Aa leucantha је врста из рода орхидеја Aa из породице Orchidaceae и једна је од двадесетак врста јужноамеричких орхидеја. Расте на  Андима Еквадора у провинцијама Azuay, Carchi, Imbabura, Pichincha.

## Синоними
- Aa nigrescens Schltr.
- Altensteinia leucantha Rchb.f.
- Altensteinia nigrescens (Schltr.) Løjtnant